# Filippo Gentile
Filippo Gentile (Biccari, 10 giugno 1692 – Cerreto Sannita, 25 giugno 1771) è stato un vescovo cattolico italiano.

## Biografia
Nacque nel 1692 a Biccari da una famiglia che era ascritta alla nobiltà di Barletta.
Studiò presso il Seminario di Troia dove, grazie alle sue capacità, divenne subito insegnante di filosofia e lettere e successivamente rettore.
Il 21 settembre 1715 fu ordinato diacono mentre un anno dopo, il 19 settembre 1716, sacerdote.
Fu vicario generale dell'arcidiocesi di Salerno.
All'età di cinquantacinque anni il 20 novembre 1747 fu designato vescovo di Telese o Cerreto e pochi giorni dopo, il 26 novembre, fu consacrato a tale ufficio.
Si adoperò per restaurare la Cattedrale di Cerreto Sannita facendo rinforzare la parete posteriore della chiesa e le mura della cappella del Sacramento. Fece eseguire l'organo, i sedili lignei del coro, la sedia episcopale e la tela dell'altare maggiore.
Continuò i lavori di ampliamento del Seminario diocesano di Cerreto Sannita e ne approvò il regolamento interno.
Nel 1767 ricevette Sant'Alfonso Maria de Liguori. Un'epigrafe nel salone del palazzo episcopale ricorda la visita del santo: «IN HAC AULA ASSEDIT - ALPHONSUM M. DE LIGORIO - CUM OLIM CONVENIENS PHILIPPUM GENTILE - EPISCOPUM CERRETAN. - FUT A FAMULO AEDES VERRENTE - INSCITE NEGLECTUS ET CONTEMPTUS MOXQUE AB ANTISTITE - ERRORE DETECTO - MAGNO EXCEPTUS HONORE - FAMULO VENIAM FACTI DEPRECANTE - CUIUS MEMORIA UT PERPETUARETUR - ALOISIUS SODO - EPISC. CERRETAN. AC TELESIN. - P.C. AN. MDCCCLXVII».
Morì il 25 giugno 1771.
Fu sepolto nella sepoltura dei vescovi della Cattedrale di Cerreto Sannita.

## Genealogia episcopale
La genealogia episcopale è:
- Cardinale Scipione Rebiba
- Cardinale Giulio Antonio Santori
- Cardinale Girolamo Bernerio, O.P.
- Arcivescovo Galeazzo Sanvitale
- Cardinale Ludovico Ludovisi
- Cardinale Luigi Caetani
- Cardinale Ulderico Carpegna
- Cardinale Paluzzo Paluzzi Altieri degli Albertoni
- Cardinale Flavio Chigi
- Papa Clemente XII
- Cardinale Giovanni Antonio Guadagni, O.C.D.
- Cardinale Ferdinando Maria de' Rossi
- Vescovo Filippo Gentile